# واینو لیکانن
واینو لیکانن (فنلاندی: Väinö Liikkanen؛ ۱ نوامبر ۱۹۰۳ – ۱۵ اکتبر ۱۹۵۷) اسکی‌باز صحرانوردی اهل فنلاند بود.
وی در مسابقات کشوری و بین‌المللی در مجموع برندهٔ ۱ مدال طلا، ۱ مدال نقره، ۱ مدال برنز شده‌است.